# BaBér (szoftver)
A BaBér egy modulárisan felépített bér ügyviteli szoftver, melyet a magyar tulajdonú bérszámfejtési alkalmazásfejlesztők piacára a Soft Consulting Hungary Zrt. fejleszt és forgalmaz.

## Története
A BaBér fejlesztése 1998-ban kezdődött, és a cél egy olyan bér ügyviteli szoftver megalkotása volt, mely könnyen kezelhető funkciókkal oldja meg a bérszámfejtés feladatát és az ezzel kapcsolatos bérügyviteli tevékenységeket. A Soft Consulting Hungary Zrt. az elmúlt években folyamatosan szélesítette portfólióját, így vezető terméke, a BaBér bérügyviteli szoftver és a hozzá kapcsolódó tevékenységek, egyedi fejlesztések, oktatások mellett jelenleg munkaidő-nyilvántartási, cafeteria, HR, valamint – a Branko Kft.-vel történő 2008-as egyesülését követően – könyvelési és bérügyviteli outsourcing megoldásokat is kínál.

## A program moduljai
- Bér modul
- Munkaügy modul
- Táppénz modul
- Cafeteria modul
- e-Cafeteria modul
- e-Jelenlét modul
- Egyedi modulok

## Üzleti modell
A BaBér a Freemium üzleti modellt használja. Ingyenesen hozzáférhető demo verziója funkcionalitásában megegyezik az éles verzióval, azonban a számfejthető létszám 5 főben van korlátozva. Licenc vásárlása esetén a vevő termékszámot kap, mellyel a demo program éles programmá tehető.
A licenc árát a kiválasztott modulok száma, a számfejtendő létszám és a használt gépek száma határozza meg. A licenc vásárlója a BaBér használati jogát vásárolja meg korlátlan időre, a szükséges frissítések pedig jogszabály-követési díj ellenében tölthetők le.

## Platform - gépigény
A BaBér a Borland Delphi 7-ese fejlesztő eszközzel készült, MS SQL 2005-ös adatbázist használ. A bérprogram a ma kapható, általános paraméterekkel rendelkező gépeken is működik. Hálózaton, kliens-szerver megoldás esetén elég, ha a szervergép erős, kliensgépnek szerényebb tudású gépek is megfelelnek. Javasolt hardverigénye P4 / AMD 2800 MHz processzor és 512 MB RAM memória.